# Guillaume Bouzignac
Guillaume Bouzignac (Saint-Nazaire-d'Aude, Francia, c. 1587-c. 1643) fue un compositor maestro de coros de varias catedrales y del que se conservan dos manuscritos.

## Trayectoria
Guillaume Bouzignac nació probablemente en 1587 en Saint-Nazaire-d'Aude. Estudió en la catedral de Narbona hasta 1604 y fue maestro del coro en las catedrales de Angoulema, Bourges, Tours, y Clermont-Ferrand.
Sus motetes están preservados en dos manuscritos. Los seue motetes son altamente distintivos: "Sencillamente expuesto, no hay otra música de esa época que se asemeje o suene igual que los motetes de Bouzignac." "Un nombre en este período sobresale de sus contemporáneos en la música sagrada, incluyendo Masses: lo de Guillaume Bouzignac." Sus motetes de diálogo, como Unus ex vobis y Dum silentium, son oratorios a pequeña escala que anticipan a Giacomo Carissimi, y a Marc-Antoine Charpentier (1643–1704) dos generaciones más tarde.

## Discografía seleccionada
- Guillaume Bouzignac, Motets et scènes sacrées. Ensemble vocal Contrepoint, dir. Olivier Schneebeli. 1982. 1 CD Arion, réf. ARN 68001.
- Guillaume Bouzignac, Te Deum, Motets Lees Arts florissants, Lees Pages de lana Chapelle [maîtrise du CMBV], dir. William Christie. 1993. 1 CD Harmonia Mundi, réf. HM 901471.
- Guillaume Bouzignac, Motets - Motetten. Sächsisches Vocalensemble, dir. Matthias Jung. 1 CD Tacet, réf. B000S0PVR4.